# Réservoirs de Piraillan
Les réservoirs de Piraillan sont une réserve naturelle classée sur la commune de Lège-Cap-Ferret (Gironde), en bordure du bassin d'Arcachon. Ils appartiennent aujourd'hui au Conservatoire du littoral, qui en a confié la gestion à la commune.

## Localisation
Les réservoirs de Piraillan sont situés au nord du village de Piraillan, port ostréicole et station de vacances sur la presqu'île du Cap Ferret, entre Piraillan et le Grand Piquey. Ils sont reliés au bassin d'Arcachon par un canal fermé par une écluse ; sur la langue de terre qui sépare les réservoirs du bassin passe la D106.

## Description
Les réservoirs de Piraillan, d'une superficie totale de 40 hectares, sont constitués de plusieurs plans d'eau salée (5 hectares en tout) qui entourent des îlots boisés de pins maritimes. Ils abritent une faune (notamment des oiseaux, des insectes, des poissons, des petits mammifères) et une flore extrêmement riches.

## Histoire
Il s'agit d'anciens réservoirs à poissons, créés, dans le dernier quart du XIXe siècle, par Léon Lesca et son frère Frédéric, propriétaires et aménageurs d'une partie de la presqu'île du Cap Ferret, en utilisant une dépression naturelle reliée au bassin. Le site est classé en 1943. Une descendante de la famille Lesca y crée un camping dans les années soixante. En 1975, le site est vendu à l'État ; en 1995, la commune réhabilite le site. En 1996, l'État le cède au Conservatoire du Littoral.

## Visite
Deux circuits de visite à pied ont été créés, un circuit court de dix minutes et un circuit long d'une demi-heure. Le second circuit fait le tour de l'ensemble des réservoirs. Les îlots ne sont pas accessibles.